# Limenitis melona
Limenitis melona är en fjärilsart som beskrevs av William Chapman Hewitson 1847. Limenitis melona ingår i släktet Limenitis och familjen praktfjärilar. Inga underarter finns listade i Catalogue of Life.